# Christina Balbão
Christina Helfensteller Balbão (Porto Alegre, 7 de fevereiro de 1917 – Porto Alegre, 2 de agosto de 2007), foi uma artista plástica, escultora, desenhista, pintora e
professora brasileira.
Durante muitos anos lecionou no Instituto de Artes na Universidade Federal do Rio Grande do Sul (UFRGS) e atuou no Museu de Arte do Rio Grande do Sul (MARGS).

## Biografia
Seu pai, Antônio Martins Balbão, era português e sua mãe, Emília Helfensteller, era alemã.
No ano de 1933 se inscreve no então Instituto de Belas Artes de Porto Alegre, onde cursa pintura, escultura e piano. Já em 1938 realiza viagens internacionais para conhecer novas instituições e se aprofundar em outras expressões de arte.
Em 1940 torna-se estagiária do pintor Leopoldo Gotuzzo e, depois, assistente do escultor Fernando Corona no Instituto de Belas Artes, em 1943.
Em 1954, Christina Balbão tornou-se a primeira funcionária do Museu de Arte do Rio Grande do Sul (MARGS), vindo, posteriormente, a ser a que mais tempo ficou na instituição, tendo se aposentado em 1987. Balbão daria ainda importante contribuição para a formação e desenvolvimento artístico cultural do museu, juntamente com o fundador Ado Malagoli.
Entre 1943 e 1987 foi professora do Instituto de Artes de Porto Alegre, quando teve sua aposentadoria compulsória.

## Homenagens póstumas
Em 2018, o Centro de Documentação do MARGS recebeu o seu nome em homenagem. No mesmo ano sua família fez doação ao Museu de mais de 300 obras da artista.
Em 19 de outubro de 2023 o MARGS inaugurou uma exposição em homenagem a Christina Balbão, denominada de “Christina Balbão — Além do silêncio” sobre sua obra e trajetória.